# Stalowe Szlaki
Stalowe Szlaki – polskie hobbystyczne czasopismo dla miłośników transport szynowego, wydawane od 1990. Jedno z nielicznych czasopism o tej tematyce wydawanych w Polsce.

## Charakterystyka
Czasopismo jest bogato ilustrowane. Początkowo było wydawane w formacie A5, od nr 1/2022 (151) jest wydawane w większym formacie A4. W ciągu roku ukazują się 3 numery czasopisma (o objętości 80 stron) oraz 3 numery specjalne (o objętości 60 stron). Do końca 2024 ukazało się łącznie 170 numerów (łączna numeracja jest wspólna). 
W czasopiśmie są publikowane artykuły dotyczące wszelkich zagadnień współczesnych, w tym m.in. kolei przemysłowej i kolei wąskotorowej, jak i historii transport szynowego.
Działy:
- Tabor normalnotorowy
- Z zagranicy
- Turystyka kolejowa
- Tramwaje